# Ice La Fox
Ice La Fox (Miami, 28 febbraio 1983) è un'ex attrice pornografica statunitense, la cui carriera si è svolta tra il 2001 ed il 2013.

## Biografia
Di discendenza cubana e portoricana, Ice La Fox è nata a Miami, Florida e cresciuta a Los Angeles, California. È una pornostar di seconda generazione: sua madre è l'ex attrice e regista pornografica Angela DeAngelo. All'inizio della sua carriera, ha utilizzato il nome d'arte "Ice D'Angelo" per onorare la madre, per poi adottare successivamente il pseudonimo "Ice La Fox" per sviluppare un'identità artistica separata.
Ice ha esordito sulle scene a 18 anni, nel 2001. Durante la sua carriera, ha utilizzato numerosi pseudonimi tra cui Ice D'Angelo, Ice LaFox, Ice LaFoxe, Ice La Foxxx, Rebecca, Ice Ice Baby, Isis, Angelique, Paola, Maria e Victoria. Nel 2007 è rimasta fuori dalle scene per un anno, durante il quale si è operata al seno passando da una seconda a una quinta. Nel 2007 ha vinto il suo unico AVN Awards per la miglior scena di sesso orale mentre nel 2023 è stata inserita nella Hall of Fame.

## Riconoscimenti
AVN Award
- 2007 – Best Oral Sex Scene (Film) per FUCK con Eric Masterson, Tommy Gunn, Derrick Warren e Dante Moss[9]
- 2023 - Hall of Fame[10]

## Filmografia
- 24/7 49: Reporter (2001)
- Back Seat Confessions (2001)
- Black Bastard 1 (2001)
- Black Cherry Coeds 18 (2001)
- Black Dicks in White Chicks 1 (2001)
- Black Pussy Search 1 (2001)
- Booty Talk 23 (2001)
- Bring 'um Young 7 (2001)
- Chica Boom 9 (2001)
- Deep Oral Ladies 14 (2001)
- Ebony Cheerleaders 6 (2001)
- Ethnic Cheerleader Search 10 (2001)
- Extreme Teen 18 (2001)
- Freakazoids 2 (2001)
- H.T.'s Black Street Hookers 40 (2001)
- Hot Girlz 2 (2001)
- Midnight Angels 2: Sexual Mythologies Of Southern California (2001)
- More Dirty Debutantes 191 (2001)
- Old Dicks and Young Chicks 10 (2001)
- Oral Adventures Of Craven Moorehead 6 (2001)
- Panty World 13 (2001)
- Real College Girls 1 (2001)
- Sistas On The Wild Side 1 (2001)
- Smokin' 1 (2001)
- Sugarwalls 37 (2001)
- Threesome (2001)
- Touch And Feety 2 (2001)
- Bangin in L.A. (2002)
- Black and Just Legal 3 (2002)
- Black Head Nurses 1 (2002)
- DJ Yella's XXX Gamez 7 (2002)
- Doin Da Nasty 4 (2002)
- Gangland 35 (2002)
- Initiations 9 (2002)
- Latin Extreme 1 (2002)
- Mamacitas 1 (2002)
- Mr. Bigg And His Bitches 5 (2002)
- Sista 15 (2002)
- Snoop Dogg's Hustlaz: Diary of a Pimp (2002)
- Women of Color 3 (2002)
- Young And Black 1 (2002)
- Young And Black 2 (2002)
- Anal Divas In Latex 1 (2003)
- Ass Lickers (2003)
- Azz Fest 2 (2003)
- Big Bad John E. (2003)
- Biggz And The Beauties 1 (2003)
- Black Bad Girls 15 (2003)
- Black Picante (2003)
- Black Sugar (2003)
- Black Throat Bangers (2003)
- Booty Central 2 (2003)
- Droppin' Loads 1 (2003)
- Dymes 2 (2003)
- Ebony Erotica 6 (2003)
- Ghetto Booty 9 (2003)
- Hardcore Interracial Sexxx 3 (2003)
- Heated Passion (2003)
- L.A. Bad Girlz (2003)
- Latin Hoochies (2003)
- Lil Jon American Sex Series (2003)
- Liquid City 2 (2003)
- Mamacita Beataz (2003)
- Mandingo 3 (2003)
- Monique's Sexaholics 1 (2003)
- My Thick Black Ass 10 (2003)
- Nasty Black Amateurs 1 (2003)
- No Man's Land Latin Edition 3 (2003)
- Nurse Teanna (2003)
- Older Women With Younger Girls 4 (2003)
- Pussyman's Face Sitting Fanatics 4 (2003)
- Pussyman's Spectacular Butt Babes 6 (2003)
- Put it in Your Mouth 1 (2003)
- Real 2 Reel 2 (2003)
- Red Hot Cho Chos 2 (2003)
- Slayer Unleashed 1 (2003)
- Teen Dreams 4 (2003)
- Throat Bangers 1 (2003)
- Ultimate Strap-On Super Slam 12 (2003)
- We Swallow 1 (2003)
- XXXl (2003)
- Young and Tasty (2003)
- 18 Legal And Latin 1 (2004)
- 18 -n- Fuckable (2004)
- 6 Foot Azz (2004)
- Barely 18 14 (2004)
- Big Ass Party 1 (2004)
- Black Reign 3 (2004)
- Cheerleaders Gone Wild 4 (2004)
- College Girls Reunion (2004)
- Creamy Caramel (2004)
- Cum Catchers 1 (2004)
- Cum Starlets 2 (2004)
- Ebony Nurses 7 (2004)
- Exotics (2004)
- Fantasy Of Flesh (2004)
- Feeding Frenzy 6 (2004)
- Hand Job Hunnies 5 (2004)
- Hand Solo (2004)
- Headsprung (2004)
- Hot Ass Latinas 1 (2004)
- Interracial Anal Teens -n- Toys 2 (2004)
- Interracial Cum Junkies 1 (2004)
- Killer Sex and Suicide Blondes (2004)
- Latina Fever (2004)
- Lil Jon And The Eastside Boyz American Sex Series (2004)
- Mixed Emotions (2004)
- My First Porn (2004)
- Nasty Black Amateur Blowjobs 5 (2004)
- New Wave Latinas 4 (2004)
- No Man's Land Latin Edition 4 (2004)
- Off Da Hook (2004)
- Phat Tuesday (2004)
- Phatt Bootys (2004)
- Pussy Foot'n 11 (2004)
- Pussyman's Decadent Divas 24 (2004)
- Shaved Pussy (2004)
- Shaving Co-eds 6 (2004)
- Something To Know About Mr. Marcus 2 (2004)
- Spinal Tap (2004)
- Sweatshop (2004)
- Teen Latin Dolls 3 (2004)
- Two Chicks And A Cock (2004)
- Valley Girls 1 (2004)
- Warning I Fuck On The First Date 2 (2004)
- All Dat Azz All Stars (2005)
- Anal Hazard 1 (2005)
- Ass Appeal 2 (2005)
- Ass Parade 1 (2005)
- Barefoot Confidential 36 (2005)
- Barrio Booty 1 (2005)
- Big Bubble Butt Cheerleaders 1 (2005)
- Black and White Done Right 1 (2005)
- Black Balled 6 (2005)
- Black Bros And Latin Ho's 1 (2005)
- Black in Business 3 (2005)
- Blow Me 1 (2005)
- Booty Central 7: Dark Desire (2005)
- Bubblin Brown Suga (2005)
- Burritho's (2005)
- Caliente (2005)
- Cum on My Latin Tongue 1 (2005)
- Curse Eternal (2005)
- Frank Wank POV 6 (2005)
- Freak Nasty 1 (2005)
- Hardcore and Barely Legal Latinas 1 (2005)
- I Can't Believe I Took The Whole Thing 3 (2005)
- I Love 'em Latin 1 (2005)
- In Those Jeans (2005)
- Interracial Coxxx and Soxxx 5 (2005)
- Interracially Damaged 2 (2005)
- Iron Head 5 (2005)
- Latin Ass Love (2005)
- Latin Booty Talk 4 (2005)
- Latin Obsession 1 (2005)
- Mami Culo Grande 1 (2005)
- Nightmare 3 (2005)
- Pussy Control (2005)
- Pussy Rubbin' Divas (2005)
- Real Sappho Letters (2005)
- Real XXX Letters 10 (2005)
- Rich Girls Gone Bad 1 (2005)
- Rub My Muff 2 (2005)
- She Got Ass 4 (2005)
- She Got Ass 9 (2005)
- Strip Tease Then Fuck 7 (2005)
- Teenage Runaways (2005)
- Tha Realest (2005)
- Toy Boxes 1 (2005)
- True Latinas (2005)
- Women On Top Of Men 2 (2005)
- Young Mexican Debutantes 2 (2005)
- 18 and Fresh 3 (2006)
- 2 Ho's and a Bro (2006)
- Ass-a-holic (2006)
- Big Ass Party 2 (2006)
- Big Black Booty POV 1 (2006)
- Black Biker Babes (2006)
- Black Bubble Butt Hunt 2 (2006)
- Black Bubble Butts (2006)
- Black Mamba 2 (2006)
- Blow Pop 3 (2006)
- Blown Away 1: Asian vs. Latin (2006)
- Bubble Butts Galore 1 (2006)
- Coochie Cuttas (2006)
- Cumstains 8 (2006)
- Dark Side of Marco Banderas 1 (2006)
- Darker Side Of Sin 3 (2006)
- Fantasstic Whores 2 (2006)
- Fook Me (2006)
- Fuck (2006)
- Hellfire Sex 7 (2006)
- Holla Black Girlz 3 (2006)
- Hustle And Blow 3 (2006)
- I Can't Believe I Took The Whole Thing 6 (2006)
- Just Do Me! (2006)
- Lady Scarface (2006)
- Latin Adultery 3 (2006)
- Latin Hellcats 3 (2006)
- Latin Honeys (2006)
- Latin Spice (2006)
- Latina Crack Attack (2006)
- Latina Fever 16 (2006)
- Latina House of Ass 1 (2006)
- Lip Lock My Cock 1 (2006)
- Mandingo's Latin Pretty Girls 2 (2006)
- Mixed Company (II) (2006)
- Models Wanted 2 (2006)
- My Private Dancer 3 (2006)
- Nightmare 5 (2006)
- Pimp Juice 1 (2006)
- POV 5 (2006)
- Private Moments (2006)
- Reel Babes Real Breasts (2006)
- She's Got It 1 (2006)
- She's Got It 2 (2006)
- Swallowin' Sluts With Big Ass Butts (2006)
- Teen Innocence 1 (2006)
- Throated 8 (2006)
- Tongue to Ass 5 (2006)
- Toys Twats Tits (2006)
- Your Ass is Mine 2 (2006)
- Allstar Call Girls (2007)
- Ass Like That 2 (2007)
- Ball Honeys 6 (2007)
- Big Wet Brazilian Asses 2 (2007)
- BJ's In Hot PJ's (2007)
- Black Pussy Cats 2 (2007)
- Cookies and Cream (2007)
- Dirty Dreamin' (2007)
- Dirty Sexy Chocolates 1 (2007)
- Filthy's Dirty Cut 1 (2007)
- Forbidden Fetishes 2 (2007)
- Friendly Fire (2007)
- In Deep (2007)
- Latin Booty Worship 1 (2007)
- Latina Flavor 1 (2007)
- Masturbation Mayhem 1 (2007)
- Me Myself and I 2 (2007)
- Momma Wants Sum Whitey (2007)
- Nut Busters 9 (2007)
- Playing With Ice La Fox (2007)
- Pussy Play 7 (2007)
- Rendezvous in Malibu (2007)
- Shane Diesel Fucks Them All 3 (2007)
- Small Sluts Nice Butts 8 (2007)
- Superwhores 8 (2007)
- White Chicks Gettin' Black Balled 21 (2007)
- 40 Inch Plus 5 (2008)
- American Girrrl (2008)
- Blow Your Load Down My Throat (2008)
- Busty Bonitas Bon Bons (2008)
- Erotic Femdom 1 (2008)
- Fuck Team 5 2 (2008)
- Head Clinic 11 (2008)
- Hose on Hoes (2008)
- Ice LaFox is a Dominatrix (2008)
- Interracial Booty Patrol 5 (2008)
- It's A Girlfriend Thing (2008)
- Kelly's Black Book (2008)
- Naughty Young Latinas 2 (2008)
- Super Shots: Tushy Talk 4 (2008)
- Whole Lotta Azz 5 (2008)
- Ass Parade 20 (2009)
- Big Ass Adventure 9 (2009)
- Big Ass Slumber Party 5 (2009)
- Big Bodacious Knockers 5 (2009)
- Big Booty Black Girls 1 (2009)
- Black Reign 15 (2009)
- Bubble Butt Boogie (2009)
- Chocolate Cheek Lesbianz (2009)
- Jack's Giant Juggs 2 (2009)
- Muy Caliente 6 (2009)
- Naughty Office 15 (2009)
- Oil and Ass 2 (2009)
- Simple Fucks 6 (2009)
- Sweet as Brown Sugar 5 (2009)
- Lex Steele XXX 13 (2010)
- Rap Video Auditions 8 (2010)
- Throat Blasters 4 (2010)
- Aching Ball Handjob 5 (2011)
- Jack's All Stars 3 (2011)
- Mandingo's Super Whores (2011)
- Black Girl Gloryholes 8 (2012)
- Bootyfull 3 (2012)
- Chocolate Load Lovers (2012)
- Rack City XXX (2012)